# Луций Рутилий Пропинкв
Лу́ций Рути́лий Пропинкв (лат. Lucius Rutilius Propinquus; умер после 120 года) — древнеримский политический деятель, консул-суффект 120 года.

## Биография
Пропинкв происходил, по всей видимости, из писидийского города Кремна, где обнаружено множество надписей, упоминающих представителей его рода. Его семья, очевидно, в какой-то момент перебралась из западных провинций на Восток. О карьере Пропинква известно только лишь то, что в 120 году он занимал должность консула-суффекта. В некоторых источниках упоминается другой преномен Пропинква — Тит.